# Betta chloropharynx
Betta chloropharynx é uma espécie de peixe da família Belontiidae.
É endémica da Indonésia.